# Side (NLE Choppa)
Side è un singolo del rapper statunitense NLE Choppa, pubblicato il 13 dicembre 2019 su etichetta NLE Choppa Entertainment.

## Tracce
1. Side – 2:28